# Biobío (prowincja)
Biobío – prowincja regionu Biobío w Chile. Znajduje się na przedgórzu Andów. Jej stolicą jest Los Ángeles.
Prowincja ma 14 987,9 km² powierzchni i w 2017 roku była zamieszkana przez 295 060 osób.

## Gminy
Prowincja Biobío dzieli się na 14 gmin:
- Los Ángeles
- Alto Biobío
- Cabrero
- Tucapel
- Antuco
- Quilleco
- Santa Bárbara
- Quilaco
- Mulchén
- Negrete
- Nacimiento
- Laja
- San Rosendo
- Yumbel